# Aveleda (Bragança)
Aveleda ist ein Ort und eine ehemalige Gemeinde (Freguesia) im portugiesischen Kreis Bragança. Die Gemeinde hatte 198 Einwohner (Stand 30. Juni 2011).
Am 29. September 2013 wurden die Gemeinden Aveleda und Rio de Onor zur neuen Gemeinde União das Freguesias de Aveleda e Rio de Onor zusammengeschlossen. Aveleda ist Sitz dieser neu gebildeten Gemeinde.